# Транспортное управление залива Массачусетс
Транспортное управление залива Массачусетс (англ. Massachusetts Bay Transportation Authority, MBTA) — государственный оператор большинства автобусов, метро, пригородных железнодорожных путей и паромных систем в Бостоне и штате Массачусетс. Его непосредственным предшественником, являлось Городское Управление Транспорта (англ. Metropolitan Transit Authority, MTA). Местные жители называют его просто «The T». В 1960 году власти приняли логотип в виде буквы T в круге, вдохновлённые логотипом Стокгольмского метро. В 2008 году общественным транспортом пользовались 1300000 пассажиров каждый будний день, из которых 598200 человек пользовались метро, что делает его четвёртым по оживленности метрополитеном в Соединённых Штатах.
В MBTA имеется независимый отдел правоохранительных органов, Полиция транспортного управления залива Массачусетс. MBTA является одним из двух американских агентств, которые обслуживают все пять основных видов транзитных транспортных средств: пригородные железнодорожные поезда, метро, легковые автомобили, электрические троллейбусы и автобусы. Вторым агентством является Транспортное управление по юго-востоку Пенсильвании.
MBTA является крупнейшим потребителем электроэнергии в штате Массачусетс, и вторым по величине собственником земли после Департамента охраны и отдыха. В 2007 году его автобусный парк был крупнейшим потребителем альтернативных видов топлива в стране. 26 июня 2009 года губернатор Деваль Патрик подписал закон, помещающий MBTA, наряду с другими государственными учреждениями транспортировки, в административный орган Массачусетского департамента транспорта.

## История

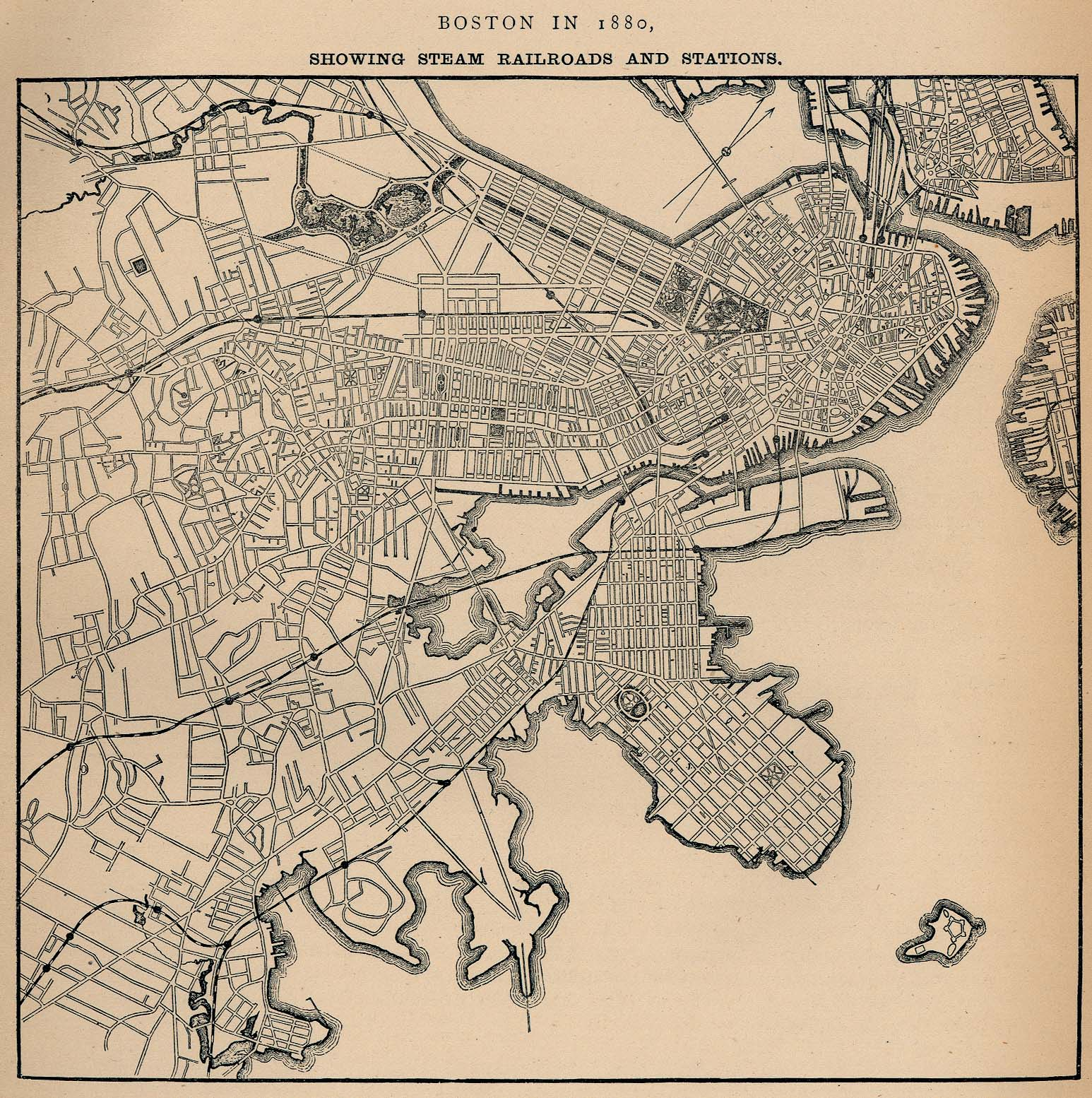
Железные дороги в Бостоне в 1880 году.

### Железная дорога
Вскоре после того, как поезд стал практичным для общественного транспорта, в 1830 году была основана частная железная дорога соединяющая Бостон и Лоуэлл. Она является одной из старейших железных дорог в Северной Америке. Это стало началом для развития американских междугородних железных дорог.

### Трамваи
Трамвайные пути в Бостоне начали появляться с открытия Кембриджской железной дороги 26 марта 1856 года. Позднее многие из этих компаний, которые владели трамваями, были консолидированы, а гужевые транспортные средства переведены на электрическую тягу.

### Метро
Трамвайные заторы в центре Бостона способствовали строительству метро в 1897 году. Линия под Тремонт-стрит стала первым метрополитеном в Соединённых Штатах. Первая подземная линия метро появились в Бостоне за 7 лет до первой подземной линии метро в Нью-Йорке и через 34 года после первой линии Лондонского метро.

#### Линии
- Синяя линия самая короткая линия 10 км.
- Оранжевая линия проходит из севера на юг 18,5 км.
- Красная линия проходит из северо-запада на юго-восток и юг насчитывает 2 маршрута длиной 51,5 км.
- Зелёная линия самая длинная линия насчитывает 4 маршрута длиной 54,24 км.

### Автобусы
Начиная с 1922 года в Бостоне начали заменять наземный железнодорожный транспорт на автобусы. К началу 1953 года, единственный оставшийся трамвайный путь соединял два тоннеля — основной Тремонт-стрит и короткий туннель (в настоящее время Гарвардский Автобусный тоннель) на Гарвардской площади.

## Услуги MBTA

### Автобусы и троллейбусы

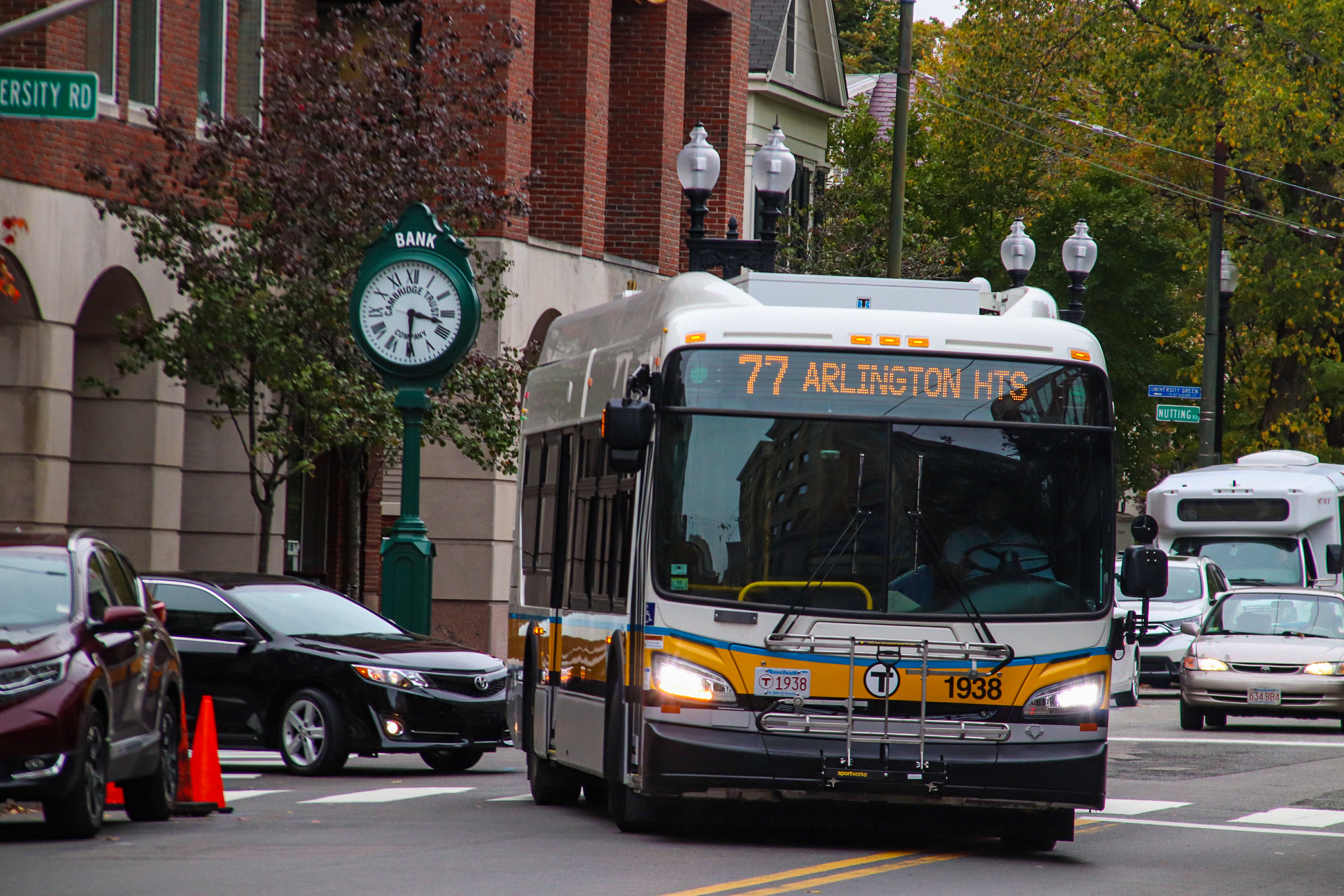
Типичный New Flyer XDE40 автобус.

Автобусная система MBTA является седьмой по количеству пассажиров в стране и включает в себя более чем 150 маршрутов по всему Большому Бостону. Помимо транспортного управления залива Массачусетс, ещё семь компаний предоставляют транзитные автобусы. Все они имеют свои тарифы и субподрядные операции. Оплатить проезд можно с помощью CharlieCard, которые используются в метро.
Серебряная линия является первой услугой MBTA в качестве скоростного транзитного автобуса, несмотря на то, что в ней отсутствуют многие из характеристик данного вида транспорта. Линия работает с 2002 года. До 1 января 2007 года проезд до метро в центре города был бесплатный. В настоящее время бесплатным является только проезд по маршруту SL1 от аэропорта (посадка на остановках в аэропорту производится во все двери без контроля оплаты), благодаря наличию перехода на Красную линию на станции «South Station» это даёт возможность бесплатно доехать от аэропорта до любой станции бостонского метро.
В 2005 году автобусами и троллейбусами пользовались в среднем 363 500 человек каждый день (не включая Серебряную линию), что составляет 31,8 % от общего числа пассажиров MBTA.

### Метро
Метро состоит из трех линий: Красная линия, Оранжевая линия и Синяя линия. Также имеются две линии легкорельсового транспорта: Зелёная и высокоскоростная линия Ашмонт-Маттапан (является частью Красной линии). Все четыре линии пересекаются в центре города. Оранжевая и зелёная линии (которые идут параллельно) пересекаются непосредственно на двух станциях. Зелёная линия имеет четыре разветвления в западной части: «B» (Бостонский колледж), «C» (Кливленд Сёркл), «D» (Риверсайд) и «E» (Хит-стрит). Часть зелёной линии между станциями «Парк-стрит» и «Бойлстон-стрит» стала первой подземной линией метро в Соединённых Штатах. Её открытие произошло в 1897 году. 26 августа 1965 года линиям были присвоены цвета, в связи с переименованием MTA в MBTA в 1964 году.
В 2005 финансовом году услугами метро (в том числе Серебряной линией скоростного транзитного автобуса) пользовались 628 400 человек в день или 55,0 % от числа всех пассажиров MBTA.

### Пригородная железная дорога

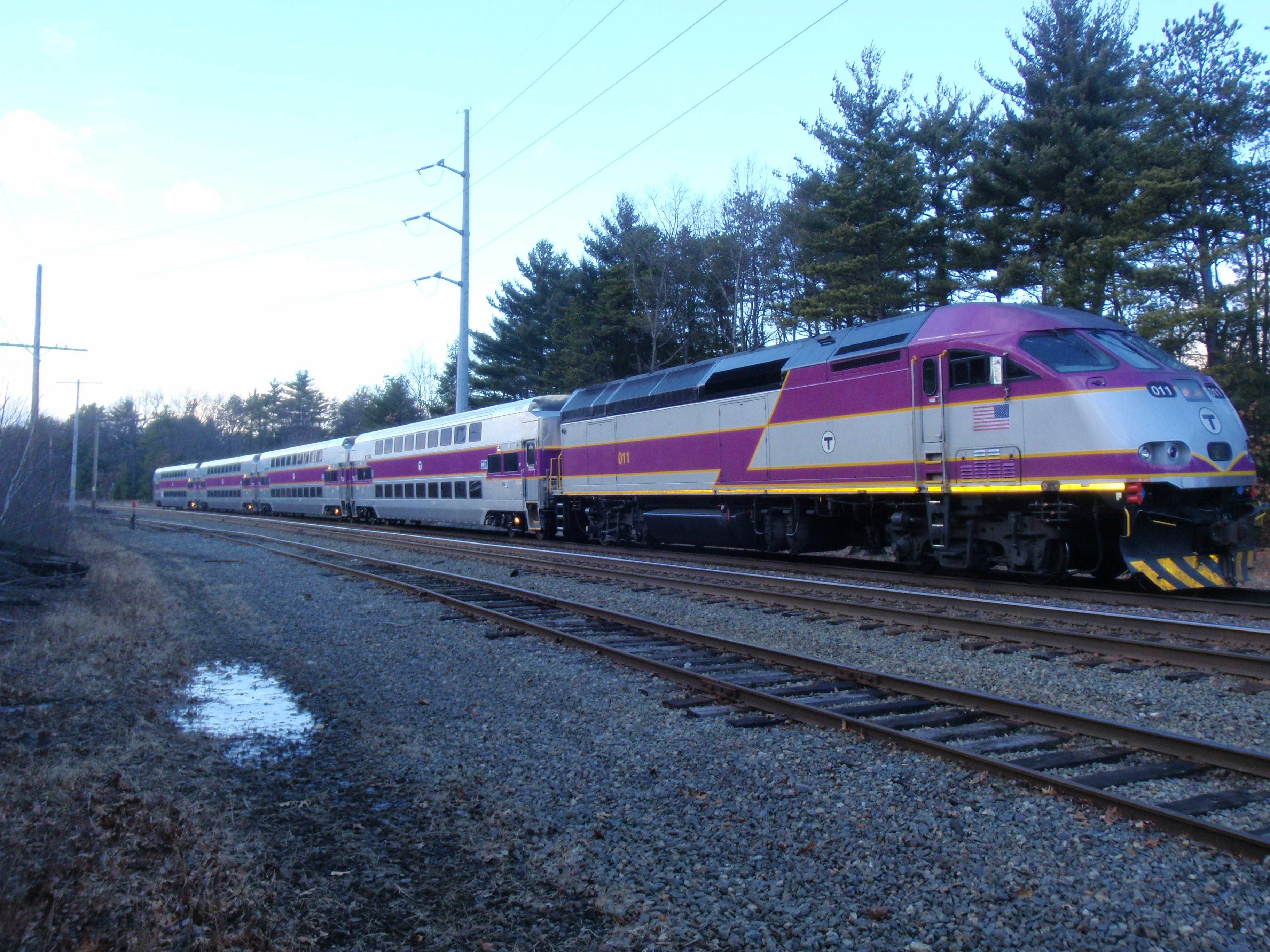
Типичный MPI MP36PH-3C поезд с пассажирскими вагонами

Железная дорога состоит из двенадцати линий. Одна из них обеспечивает доступ к стадиону «Джиллетт Стэдиум» для проведения специальных мероприятий в пределах или вблизи Фоксборо. Система железных дорог является пятой по оживленности в стране и перевозит до 130000 человек в день.

### Паромы

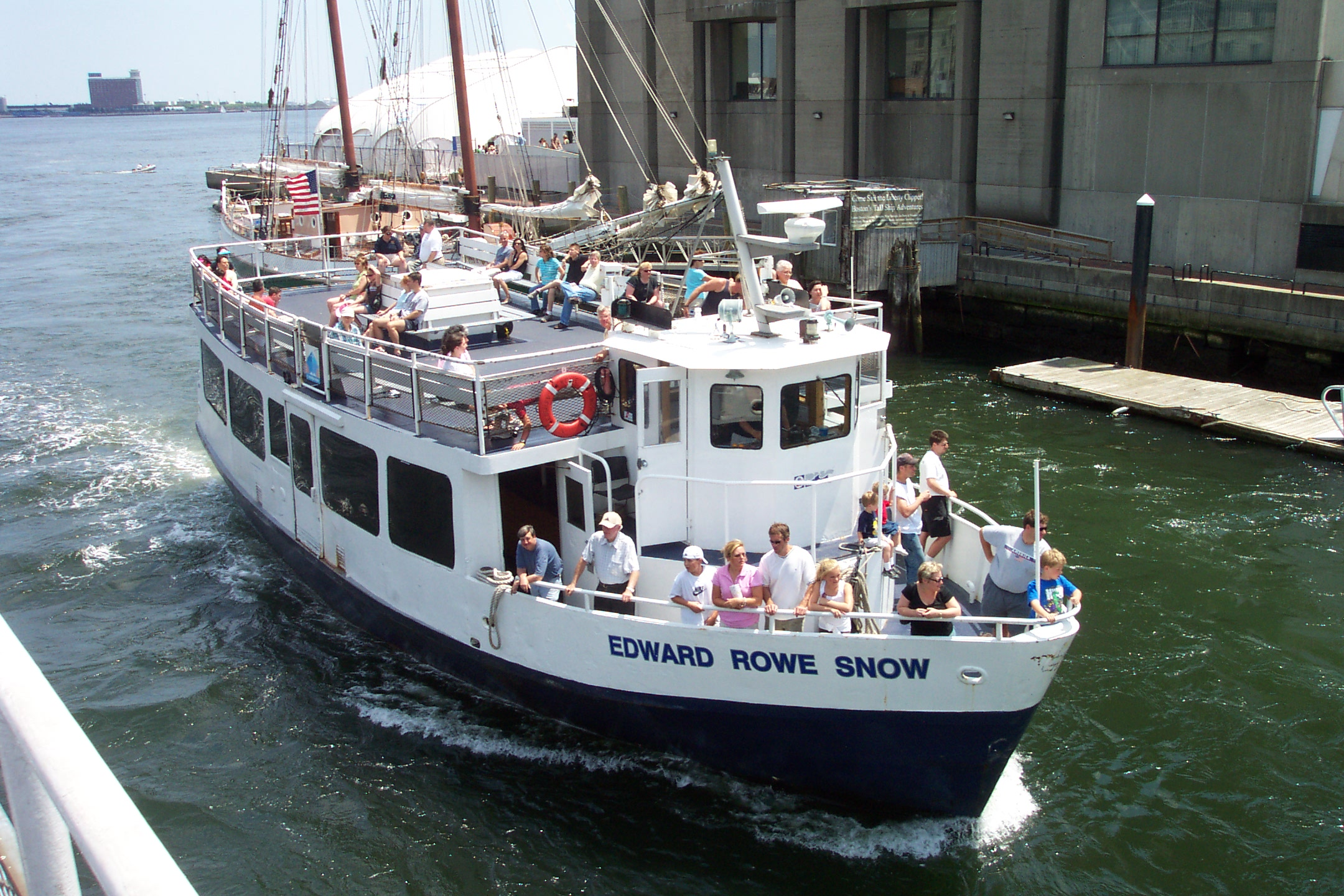
Судно Эдвард Роу Сноу с пассажирами из Чарльстона в порту.

Паромная система состоит из нескольких маршрутов через Бостонский порт и соседние города. Одним из них является маршрут, соединяющий центр города с военно-морской верфью в Чарльзтауне. Другие маршруты связывают центр города и Хингем, Халл, Сейлем и Куинси, а также Международный аэропорт Логан.
Все услуги предоставляются и управляются частными компаниями по контракту с Транспортным управлением залива Массачусетс. В 2005 году, паромы переправляли 4650 пассажиров (0.41 % от общего числа пассажиров MBTA) в день.

### Парковка
Парковки и автостоянки MBTA обслуживают многие объекты, такие, как железнодорожные станции, станции метрополитена, и имеют общую ёмкость в 46 000 автомобилей. Количество мест на станциях с парковкой колеблется от нескольких десятков до более 2500. Большинство стоянок расположено вблизи основных шоссе. Многие заполняются во время утреннего час пика.
Плата за стоянку (2008 год):
- Подземные стоянки на станциях метрополитена — $7
- Наземные стоянки на станциях метрополитена — $5-6
- Стоянки на железнодорожных станциях — $4
- Стоянки на станциях пригородных паромов — $3

На большинстве станциях также имеются стоянки для велосипедов. Парковки управляются LAZ Parking Limited, LLC по контракту с MBTA.

## Государственное финансирование

### Тарифы и оплата проезда
Начиная с 1 января 2007 года одна поездка в метро (в том числе поездки на Зелёной линии) обходилась в $1,70 владельцам CharlieCard и $2 владельцам CharlieTicket. Оплата проезда в автобусе или троллейбусе составляет $1,25 для владельцев CharlieCard и $1,50 для остальных пассажиров. Впоследствии тарифы несколько раз пересматривались в сторону повышения.
С 1 июля 2019 года проезд в автобусе внутригородских маршрутов или в троллейбусе обходится в $1,70 владельцам CharlieCard и $2 владельцам CharlieTicket или при оплате наличными (точная сумма без сдачи), для метро соответственно $2,40 и $2,90.
Стоимость проезда в метро Бостона в 2023 году для владельцев CharlieTicket и CharlieCard -  $2,40. В метрополитене Бостона также предлагаются абонементы на 1 день за $11,00, на 1 неделю за $22,50, на 1 месяц за $90,00.

### Бюджет
MBTA финансируется главным образом за счет 16 % государственных налогов. Государство также определяет пассажирские тарифы и формулы оценки городов и поселков. Основным источником дохода MBTA является: плата за парковку, аренда мест для продавцов в окрестностях станций, арендная плата от коммунальных компаний, использующих контракт с MBTA, продажа излишек земли и движимого имущества, реклама на транспорте и федеральные субсидии на специальные программы.

### Текущие проекты

#### Синяя линия
Существует предложение о продлении синий линии на север до города Линн. Путь будет проходить через болото рядом с существующей железнодорожной линией Ньюберипорт/Рокпорт. Строительство планируется начать в 2017 году.

#### Зелёная линия

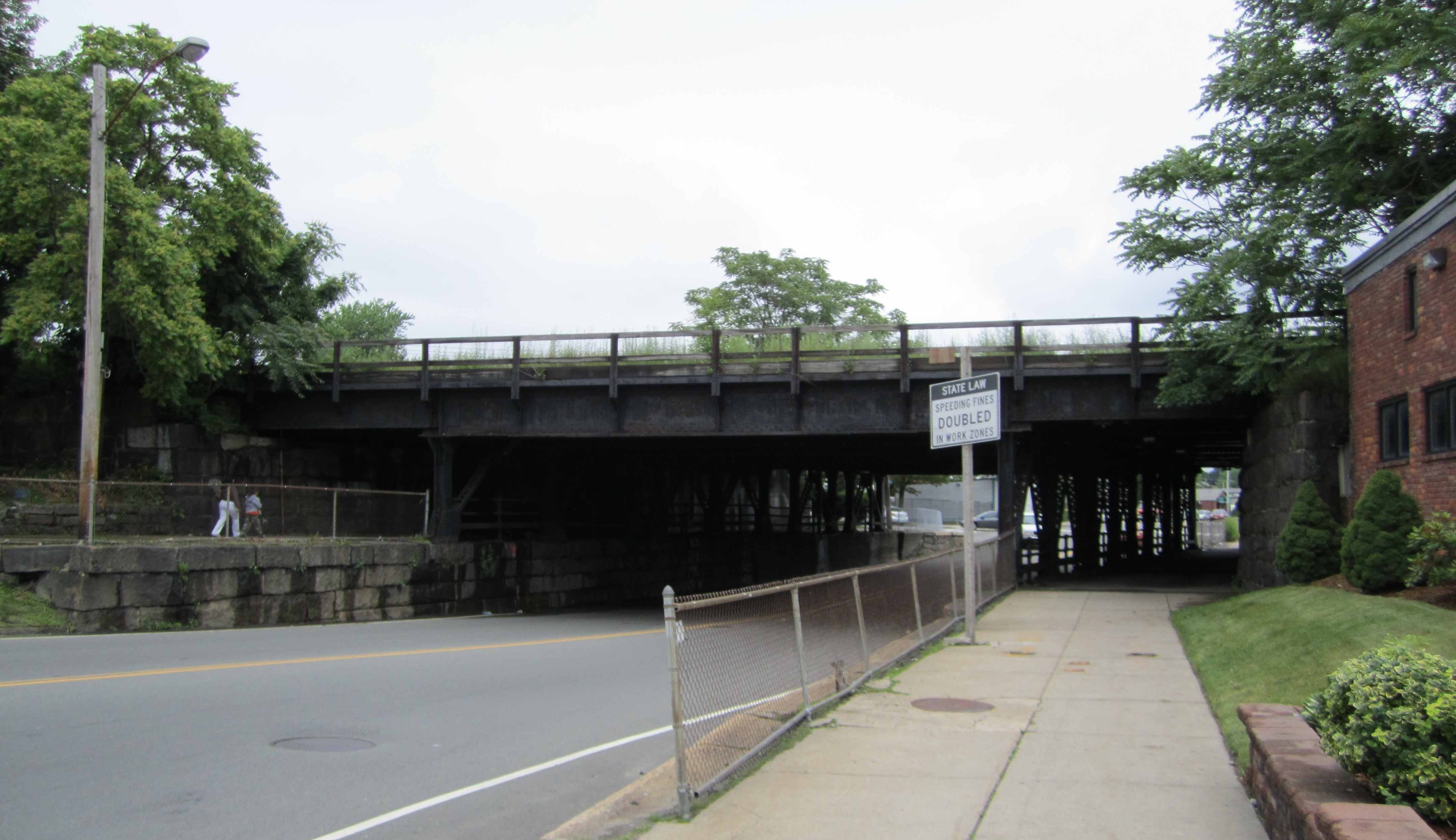
Будущее место станции Washington Street.

В связи с увеличением автомобильных выбросов Большого Бостонского тоннеля, правительство штата Массачусетс приняло решение продлить Зелёную линию на север до Сомервилля и Медфорда. Среди новых станций будут такие, как Washington Street, Lechmere Station и др.

#### Оранжевая линия
В скором времени планируется создать новую станцию — Assembly Square. Начать строительство новой станции планируется в 2011 году, а её открытие в 2013 году.

## Руководство и управление
MBTA имеет свой совет директоров, в котором находятся члены Массачусетского департамента транспорта. Исполнительная команда менеджеров MBTA во главе с её генеральным директором контролирует весь общественный транспорт в штате.
Попечительский совет представляет города и поселки в зоне обслуживания MBTA. Прибыль муниципалитетов оценивается в $143 млн в год. Попечительский совет имеет право наложить вето на операции MBTA и на текущий бюджет.

### Ведущие сотрудники

#### Совет директоров MBTA[20]
- Джон Р. Дженкинс — председатель
- Эндрю Уиттл
- Дженис Лоукс
- Элизабет Левин
- Фердинанд Алваро

#### Другие ответственные лица MBTA
- Генеральный директор — Джонатан Р. Дэвис
- Генеральный директор — Хью Дж. Кили[21]
- Заместитель директора Голубой линии — Каролина Дэниелс
- Заместитель директора Зелёной линии — Тед Тиммонс
- Заместитель директора Оранжевой линии — Тина Бисли
- Заместитель директора Красной линии — Уильям МакКлеллан
- Заместитель директора Серебряной линии — Карен Бернс
- Директор отдела по обслуживанию клиентов — Карла Хоуз
- Директор отдела по связям с общественностью — Стефани Нил-Джонсон
- Директор отдела по коммуникациям и координации — Даррин М. Маколифф

### Работники
В настоящее время в Транспортном управлении залива Массачусетс работают 6346 человек.